# À propos des chansons paillardes japonaises
Pour plus de détails, voir Fiche technique et Distribution.
À propos des chansons paillardes japonaises (Nihon shunka-kô) est un film japonais réalisé par Nagisa Oshima, sorti en 1967.

## Synopsis
Des jeunes gens ne s’intéressent qu’au sexe et aux chansons obscènes et restent indifférents à la mort de leurs contemporains...

## Fiche technique
- Titre : À propos des chansons paillardes japonaises
- Titre original : Nihon shunka-kô
- Réalisation : Nagisa Oshima
- Scénario : Nagisa Oshima, Toshio Tajima, Tsutomu Tamura et Mamoru Sasaki
- Production : Sozosha
- Musique : Hikaru Hayashi
- Photographie : Akira Takada
- Montage : Keiichi Uraoka
- Pays d'origine : Japon
- Format : Couleurs - 2,35:1 - Mono - 35 mm
- Genre : Drame
- Durée : 103 minutes
- Date de sortie : 23 février 1967 (Japon)

## Distribution
- Ichirô Araki
- Koji Iwabuchi
- Jūzō Itami
- Kazuyoshi Kushida
- Hiroshi Satô
- Kazuko Tajima